# Diego Abal
Diego Hernán Abal (Quilmes, Provincia de Buenos Aires, Argentina, 28 de diciembre de 1971) es un ex árbitro internacional de fútbol argentino, que dirigió en la Primera División de Argentina. Su debut oficial en la Primera fue en 2005, cuando dirigió la goleada 4:0 de Rosario Central sobre Lanús. Internacionalmente, debutó en la Copa Libertadores, el 3 de febrero de 2010, en el encuentro entre Cruzeiro y Real Potosí, con un resultado de 7:0 a favor de los brasileños.
Desde 2008 y hasta 2014, Abal estuvo ininterrumpidamente como árbitro FIFA representando al país. Sin embargo, por bajos rendimientos, perdió dicha condición durante todo el 2015. En 2016, tras la baja de Diego Ceballos, reingresó a la nómina de colegiado internacional.
El 22 de mayo de 2022, Abal fue cuarto árbitro en la final de la Copa de la Liga 2022. Tras el pitazo final se anunció su retiro como árbitro de campo a los 50 años. Siguió ligado al arbitraje, desde el VAR y la instrucción.
El 1 de junio de 2023 fue despedido del cuerpo arbitral de AFA, luego de su error como árbitro VAR en el partido entre Gimnasia y Sarmiento el 27 de mayo, en el marco de un partido de liga, dónde anulo un gol por un offside de corner.

## Carrera
Sirvió como árbitro en la Copa Mundial de la FIFA Sub-17 México 2011. Debutó en esta competición durante el partido de Estados Unidos y República Checa, el 19 de junio en la primera fase. Además, fue designado por la Comisión de Árbitros de la Conmebol como árbitro para el Campeonato Sudamericano Sub-17 de 2009 que se celebró en Chile.

### Copa Confederaciones Brasil 2013
La FIFA designó a Diego Abal como árbitro de una de las dos ternas sudamericanas encargadas de impartir justicia en la Copa Confederaciones 2013, la antesala de Brasil 2014. A pesar de que uno de sus asistentes no haya pasado correctamente una prueba física, desde la FIFA lo confirmaron. En dicho torneo, Abal dirigió solo un partido, Italia 4:3 Japón, por el grupo B.